# Медицински центар Бет Исраел Диконес
Медицински центар Бет Исраел Диконес (енгл. Beth Israel Deaconess Medical Center) је универзитетска болница у Бостону, која опслужује студентске медицинског и стоматолошког факултета универзитета Харвард. Болница се у ствари састоји из две медицинске установе које су се 1996. године ујединиле и сада носе данашњи назив. Пре спајања, једна болница је била Бет Исраел, основана 1916. године, док је друга болница звана Њу Ингланд Диконес Медикал, основана 1896. године. Медицински центар Бет Исраел Диконес је трећа болница у САД по броју пројеката који се финансирају из федералног буџета САД. Просечно годишње финансирање у пољу научног истраживања које се издваја из федералног буџета износи око $150 милиона долара. Ова свота не покрива остале свакодневне трошкове болнице (као што су пацијенти, смештај, издавање плате, итд.) већ само научна истраживања. Болница има више од 1.000 активних научно-истраживачких пројеката и 200 клиничких тестирања. Према многим истраживањима, болница се сматра једном од бољих у САД у погледу услуге које пружа пацијентима.

## Медицинска достигнућа
- Прва употреба инсулина у области Нове Енглеске је урађена у овој болници 1922. године.
- Први пејсмејкер који може да се трансплантује је разрађен у овој болници 1960. године.
- Први закон о правима пацијента у САД-у је први пут примењен у овој болници 1972. године.
- Васкуларни ендотелијални фактор раста је откривен у болници 1972. године.
- Прва успешна трансплантација јетре је урађена овде 1983. године.
- Прва беба зачета путем ин-витро оплодње се породила у Бет Исраелу 1986. године.
- У Бет Исраелу је откривено да абнормалности и оштећења у визуелном систему мозга могу да објасне проблеме са дислексијом 1991. године
- Мождани импланти као стимулатори у лечењу Паркинсове болести су успешно уграђени у овој болници 1995. године
- Патентиран је Конов срчани стабилизатор, назван по кардиологу Бет Исраела Вилијаму Кону, којим је могуће да се потпуно заобиђе употреба машина за помоћ дисања током кардиоваскуларних операција.
- Болница Бет Исраел је прва у региону која је 2002. године добила дозволу од федералне здравствене администрације за клиничка тестирања ХИВ вакцине на здравим одраслим волонтерима.
- 2003. године, лекари и научници болнице су открили узрок преклемсије, компликације током трудноће која је увек доводила до смрти новорођенчади и била један од главних узрока високе стопе смртности новорођенчади.

## Занимљивости
- Пол Зол, кардиолог Бет Исраел болнице, је први објаснио појаву електричне кардиоверзије. Данас дефрибилатор, који све амбулантне екипе увек имају са собом, носи његово име.
- Херман Блумгарт, некадашњи шеф хирургије, је први употребио нуклеарне супстанце у минималној количини како би видео слику срца. Данас болница има велико одељење нуклеарне медицине.
- Родерик Макинон, лекар и научни истраживач у болници, је 2003. године добио Нобелову награду за хемију.
- Бет Исраел на хебрејском језику значи Дом Исраела.
- Роберт Молеринг Џуниор, лекар инфективних блести, је први објаснио детаљно механизме који организам употребљава као би се одбранио од инфективних патогена.
- Хаурд Хјат, некада шеф одељења за генетику је први објаснио улогу информационог РНК молекула.